# دوامة محيطية

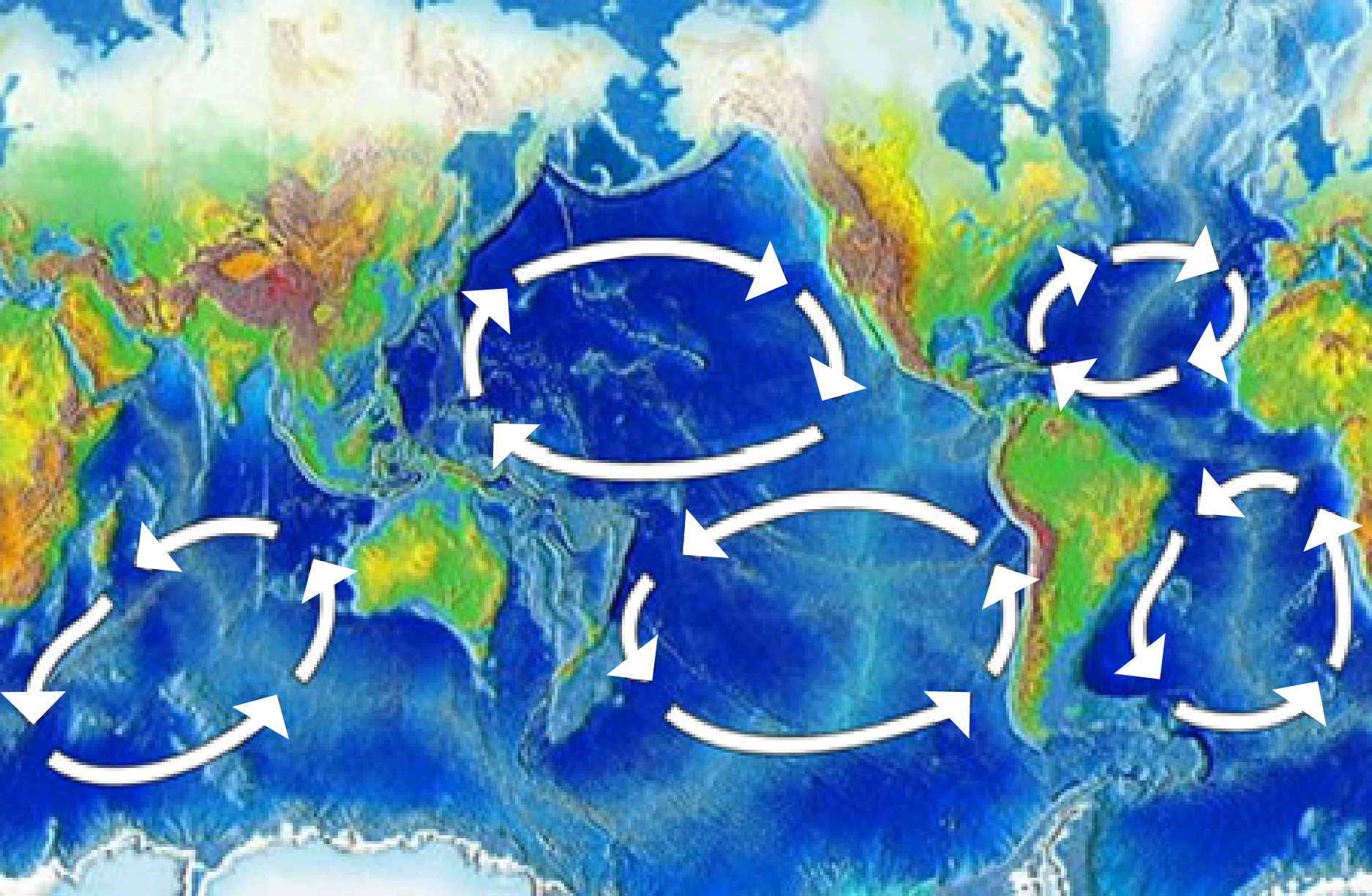
الدوامات المحيطية الخمس الكبرى

الدوامة في علم البحار هي أي مجموعة كبيرة من التيارات المحيطية الدائرية، لاسيما تلك التي تتأثر بتحركات الرياح الكبيرة. وتحدث الدوامات نتيجة تأثير كوريوليس والدوامية الكوكبية، بالإضافة إلى الاحتكاكات الأفقية والرأسية التي تحدد أنماط الدوران من (عزم الدوران) الشكل اللوبي للرياح. يمكن استعمال مصطلح الدوامة للإشارة إلى أي نوع من الدوامات سواءٌ في الهواء أو البحر، حتى الاصطناعية أيضًا، ولكنها تستخدم أكثر في مجال علم البحار للإشارة إلى المجموعات الرئيسية في المحيط.

## الدوامات الرئيسية
وفيما يلي أبرز خمس دوامات:
- دوامة المحيط الهندي
- دوامة شمال الأطلسي
- دوامة شمال الهادئ
- دوامة جنوب الأطلسي
- دوامة جنوب الهادئ .

## دوامات أخرى

### الدوامات الاستوائية

جميع الدوامات الكبرى حول العالم

تعتبر الدوامات الاستوائية أقل ارتباطًا وتميل إلى التوجه لنطاق الشرق والغرب أكثر من التوجه لنطاق الشمال والجنوب.
- مجموعة التيار الاستوائي الأطلسي (دائرتان تدوران عكس بعضهما)
- مجموعة التيارات الاستوائية بالمحيط الهادئ
- الدوامات الموسمية الهندية (دائرتان تدوران عكس بعضهما في المحيط الهندي الشمالي)[3]

### الدوامات شبه الاستوائية
يعتبر مركز الدوامات شبه الاستوائية منطقة ذات ضغط عالٍ. وتسير الدورة حول الضغط العالي في اتجاه عقارب الساعة في نصف الكرة الشمالي وعكس اتجاه عقارب الساعة في نصف الكرة الجنوبي نتيجة تأثير كوريوليس. ويحدث الضغط العالي بالمركز نتيجة الرياح الغربية على الجانب الشمالي من الدوامة والرياح التجارية الشرقية على الجانب الجنوبي للدوامة. فيؤدي هذا لحدوث تيارات احتكاكية على السطح تجاه خط العرض الواقع على مركز الدوامة. ويؤدي تراكم الماء في مركز الدوامة إلى حدوث تدفق تجاه خط الاستواء في 1,000 إلى 2,000 م (3,300 إلى 6,600 قدم) المحيط الأعلى بواسطة حركة جريان معقدة. ثم يرتد التدفق المتجه لخط الاستواء إلى اتجاه القطب من خلال تيارات حدودية غربية مكثفة.
والتيار الحدودي الغربي المكثف لدوامة شمال الأطلسي هو تيار الخليج الدافئ، وفي شمال المحيط الهادئ هو تيار كروشيو، وفي جنوب الأطلسي هو تيار البرازيل، وفي جنوب المحيط الهادئ هو تيار شرق أستراليا، وفي المحيط الهندي هو تيار أجولهاس.

### الدوامات شبه القطبية
تتشكل الدوامات شبه القطبية عند دوائر عرض بعيدة عن خط الاستواء (نحو 60°). وتسير دورة رياح السطح ومياه المحيط ضد اتجاه عقارب الساعة في نصف الكرة الشمالي، حول منطقة ذات ضغط منخفض مثل الضغط المنخفض الألتياني المستمر والضغط المنخفض الأيسلندي. وبصورة عامة، تتحرك تيارات السطح بعيدًا عن مركز المجموعة. وهذا يؤدي لحدوث حركة إيكمانية والتي تؤدي لحدوث انبثاق للمياه الغنية المغذية من الأعماق السفلى.
ويسيطر التيار المحيط بالمنطقة القطبية الجنوبية على الدائرة شبه القطبية في الكرة الجنوبي، وهذا نتيجة نقص مساحات اليابسة الكبيرة التي تفصل المحيط الجنوبي. يوجد دوامات صغيرة في بحر ودل وبحر روس وهي دوامة ودل ودوامة روس، واللتان تسيران في اتجاه عقارب الساعة.

## وصلات خارجية
- 5 Gyres – Understanding Plastic Marine Pollution
- Wind Driven Surface Currents: Gyres
- SIO 210: Introduction to Physical Oceanography – Global circulation